# Lophoceramica artega
Lophoceramica artega är en fjärilsart som beskrevs av Barnes 1907. Lophoceramica artega ingår i släktet Lophoceramica och familjen nattflyn. Inga underarter finns listade i Catalogue of Life.